# Francisco Camacho
Francisco Gonçalves Marques Craveiro Camacho (Funchal, 1969) é um escritor, editor e jornalista português.

## Percurso
Francisco Camacho é autor dos romances Niassa (ASA, 2007), A Última Canção da Noite (Dom Quixote, 2013) e O Monte do Silêncio (Dom Quixote, 2023).
Niassa foi distinguido com o prémio PEN Clube Português na Categoria Primeira Obra em 2007.
A Última Canção da Noite foi publicado também em França pela editora Asphalte, em 2019, com o título Dernier Chanson Avant La Nuit, tendo sido alvo de uma excelente crítica na revista literária francesa Le Matricule des Anges.
Em Portugal, os seus três romances tiveram também uma boa recepção por parte da crítica e foram publicamente elogiados por vários escritores, entre os quais João Tordo e José Eduardo Agualusa.
A revista Time Out - Lisboa considerou A Última Canção da Noite um dos melhores romances de 2013, enquanto O Monte do Silêncio foi incluído na lista dos melhores livros do ano de 2023 do semanário Expresso.
Enquanto jornalista, Francisco Camacho recebeu o Prémio Revelação do Clube Português de Imprensa, com uma reportagem sobre a lenda de Loch Ness e o seu impacto naquela região da Escócia, publicada no semanário O Independente, e também o Prémio Fernando Pessoa de Jornalismo/ Fundação Mapfre Vida, com uma reportagem sobre a comunidade portuguesa em Moçambique, publicada na revista Grande Reportagem.
Ainda como jornalista desempenhou cargos de edição e direcção em publicações como O Independente, Grande Reportagem, Volta ao Mundo, Sábado e diário i, entre outras. Como editor, passou pelas editoras Oficina do Livro e A Esfera dos Livros, trabalhando actualmente no grupo LeYa.